# Anchistrocheles antemacella
Anchistrocheles antemacella is een mosselkreeftjessoort uit de familie van de Bythocyprididae. De wetenschappelijke naam van de soort is voor het eerst geldig gepubliceerd in 1969 door Maddocks.